# Teenage Lesbian
 (octobre 2021).
 Pour plus de détails, voir Fiche technique et Distribution
Teenage lesbian est un film pornographique lesbien américain écrit et réalisé par Bree Mills, sorti en 2019. Le film reçu de nombreuses récompenses au AVN Awards 2020 et au XBIZ Awards 2020.

## Synopsis
Le film raconte l’histoire de Sam, une jeune fille qui vient d’avoir 18 ans dans les années 1990, qui essaye de se réconcilier avec elle-même et son homosexualité dans un contexte américain où l’homosexualité est encore taboue.

## Fiche technique
- Titre du film : Teenage Lesbian
- Réalisation : Bree Mills
- Scénario : Bree Mills
- Production : Bree Mills & Craven Moorehead
- Concepteur de production : Nina Haze
- Directeur de production : Stef Onzo
- Édition : Clit Eastwood
- Coiffure et maquillage : Lisa Sloane & Cammy Elis
- Musique : Angelo Poirier & Gary Pleasant
- Photographie : Stef Onzo
- Son : Freddy Fingers & Frank Armitage
- Éclairage : Shaun Rivera
- Société de production : Adultime
- Société de distribution : Adultime
- Genre : Pornographie, Érotisme
- Sortie : 19 septembre 2019 (USA)
- Durée : 89 min (version érotique censurée) & 186 min (version pornographique)
- Pays d'origine : États-Unis
- Langue : Anglais

## Distribution
- Sam : Kristen Scott
- JC : Wolf Hudson
- Meg : Kenna James
- Sarah : Kendra Spade
- Nicole : Aidra Fox
- Teresa : Whitney Wright
- Père de Sam : Tommy Pistol
- Mère de Sam : Dee Williams
- Fêtarde rave : Alina Lopez
- Fêtarde 1 : Emily Willis
- Fêtarde 2 : Gianna Dior
- Ami de Sam Saoul : Robbie Echo
- Fille réunion 1 : Maya Kendrick
- Fille réunion 2 : Casey Calvert

## Sortie
Teenage Lesbian est sorti le 19 septembre 2019 sur la plate-forme de vidéos pour adultes Adultime au nombre de 3 épisodes. Il existe deux versions du film. Une version érotique censurée, interdit aux -16 ans (rated R aux États-Unis) et la version pornographique originale.

## Récompenses
- Movie of the Year, AVN 2020[4]
- Best All-Girl Narrative Production, AVN 2020[4]
- Best Girl/Girl Sex Scene: Aidra Fox & Kristen Scott, AVN 2020[4]
- Best Non-Sex Performance: Wolf Hudson, AVN 2020[4]
- Feature Movie Of The Year, XBIZ 2020[5]
- All-Girl Feature Movie of the Year, XBIZ 2020[5]
- Best Screenplay, XBIZ 2020[5]
- Best Cinematography, XBIZ 2020[5]
- Best Editing, XBIZ 2020[5]
- Best Actress -- All-Girl Movie: Kristen Scott, XBIZ 2020[5]
- Best Supporting Actress: Kenna James, XBIZ 2020[5]

Le film reçoit une palme d’argent au Queen Palm International Film Festival de 2020,.

## Autour du film
Le film est librement inspiré de la véritable histoire de la réalisatrice Bree Mills. Elle apparaît d’ailleurs dans le film où elle joue le rôle de l’organisatrice de la thérapie de groupe auquel participe Sam[réf. nécessaire].
Le 17 mai 2020, à l’occasion de la journée internationale contre l’homophobie, sort Teenage Lesbian : One Year Later sur la plateforme de VOD pour adultes Adult Time. Il s'agit d'une rétrospective où le casting du film a été réuni en vidéoconférence afin d’évoquer les faits marquants du film ainsi que certains détails sexy des coulisses,. La fin de cette rétrospective s’enchaîne avec une scène de sexe à plusieurs avec les actrices du film qui se déroule toujours en vidéoconférence.

## Diffusion télévisuelle
Le film a été diffusé en France sur Canal + en 2019.